# Winckelmann-Museum

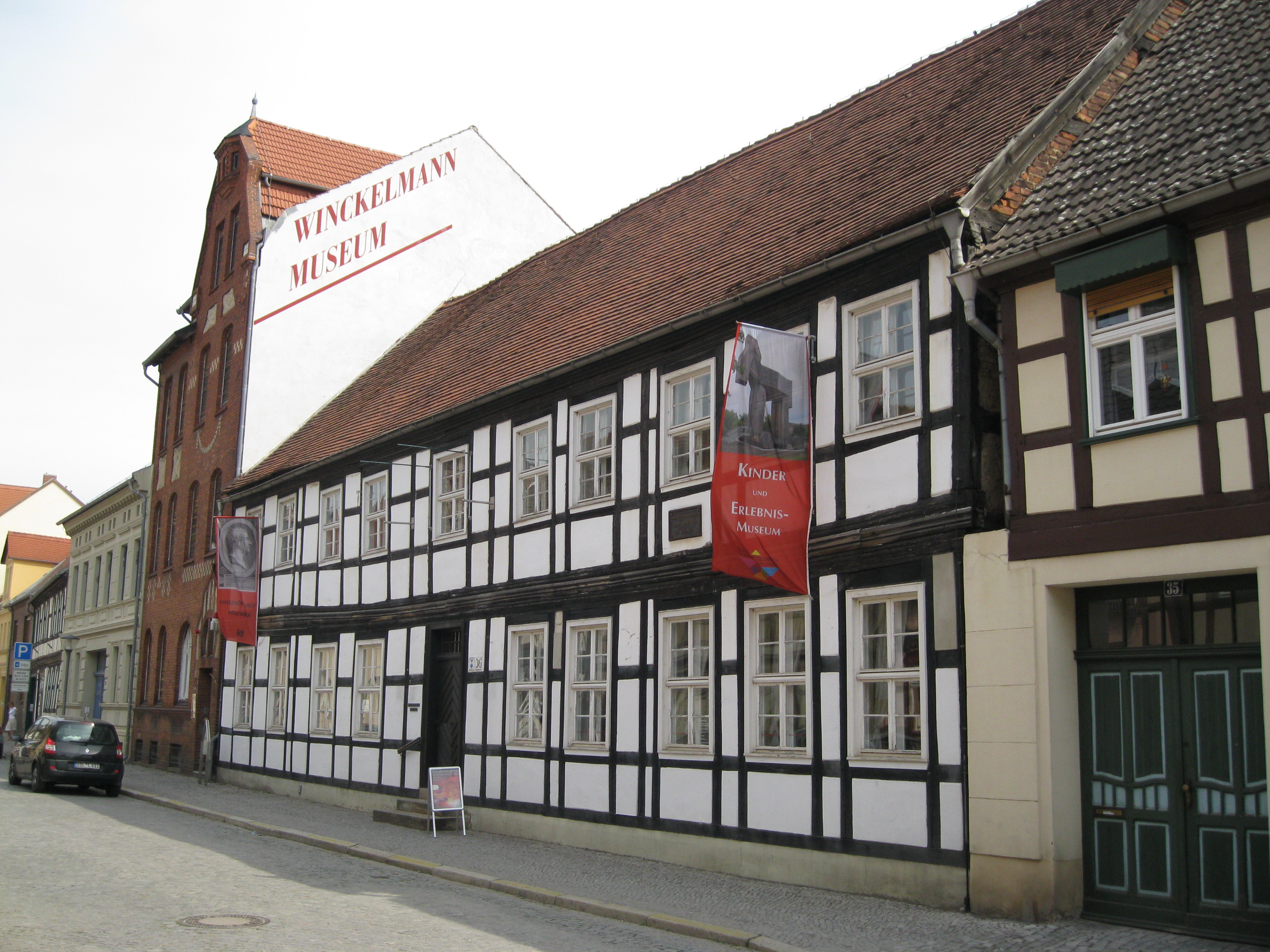
Winckelmann-Museum

Das Winckelmann-Museum ist ein Museum in Stendal, das sich mit dem Begründer der Klassischen Archäologie als kunsthistorischer Wissenschaft und bedeutendem Vertreter des Klassizismus, Johann Joachim Winckelmann (1717–1768), befasst.

## Geschichte des Museums

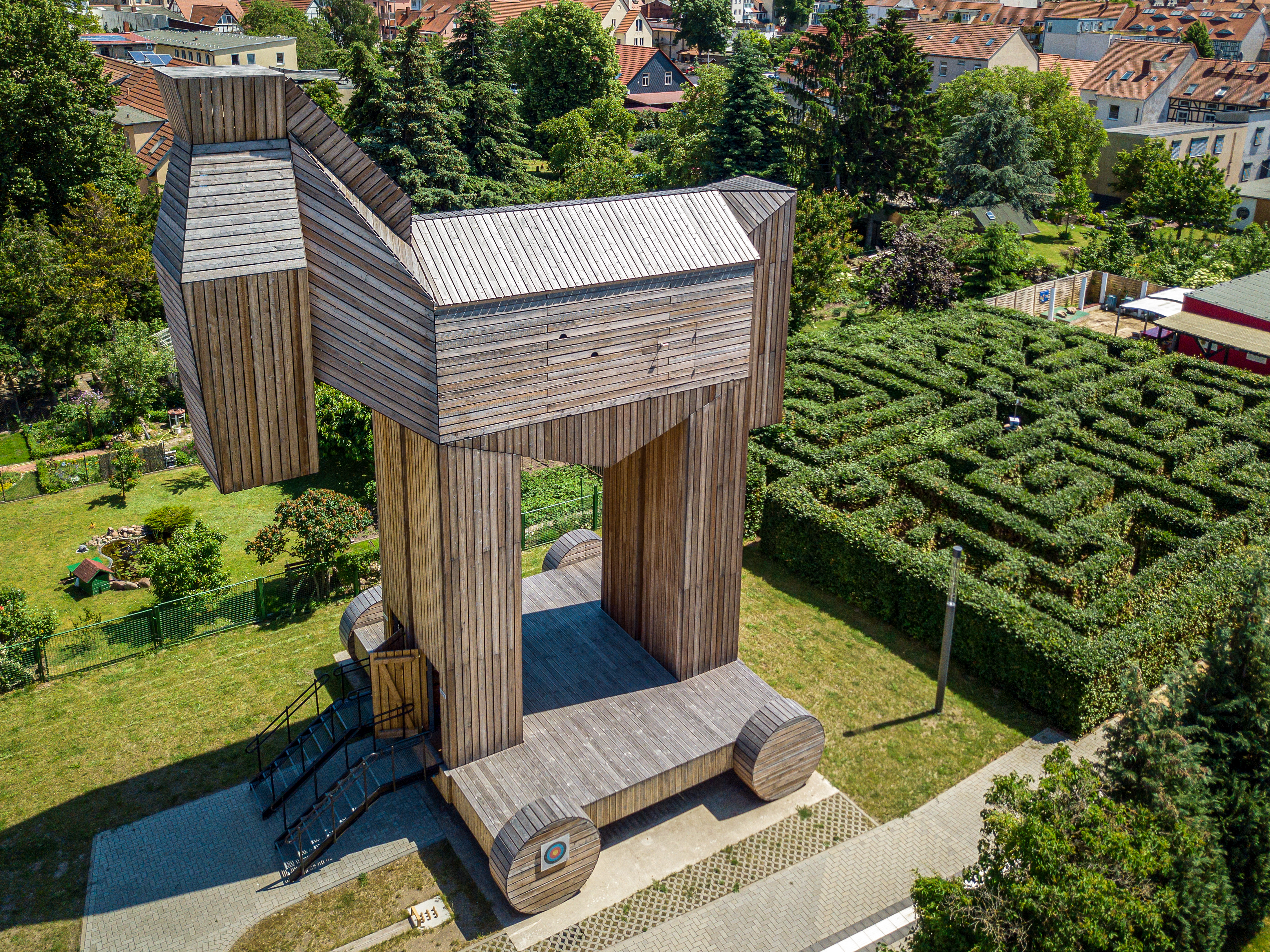
Trojanisches Pferd im Innenhof des Museums

Das Winckelmann-Museum befindet sich an der Stelle des Geburtshauses Winckelmanns, in der 1844 nach ihm benannten Straße. Durch die bauliche Geschichte des Gebäudes ist nicht mehr ganz klar, welche Teile des Hauses der Familie Winckelmann gehört hatten. Es wurde am 31. Januar 1955 eröffnet und ist bis heute das einzige Museum, das sich der Person Winckelmanns widmet. Zunächst standen die fünf Räume im Untergeschoss zur Verfügung; hier wurde die Dauerausstellung eingerichtet. 1971 bekam das Museum zudem das Obergeschoss, das für Sonderausstellungen genutzt wird. Bei einer umfassenden Rekonstruktion zwischen 1979 und 1985 konnte der Raum erneut erweitert werden. Der Innenhof wurde 1986 neu gestaltet. Neben dem Innenhof liegt ein Garten, in dem seit 2003 eine Nachbildung des Trojanischen Pferdes steht. Es soll an Winckelmanns Vorliebe für den Dichter Homer erinnern. Die Exponate wurden vor allem von der 1940 gegründeten Winckelmann-Gesellschaft zusammengetragen, die seit 2000 auch Trägerin des Museums ist. Seit 1990 wird es von Stephanie-Gerrit Bruer geleitet, die Max Kunze nachfolgte, der 1971 dort Museumsdirektor geworden war. Das Museum war zunächst städtisch und ist nun über die Winckelmann-Gesellschaft Mitglied im Arbeitskreis selbständiger Kultur-Institute. 2001 wurde das Museum in das Blaubuch der Bundesregierung aufgenommen und gehört zu den 20 „kulturellen Gedächtnisorten in den Neuen Ländern“.
Im Dezember 2018 wurde das Museum nach einem fast zweieinhalbjährigen Umbau wieder eröffnet. Die Kosten von ursprünglich geplanten 3,3 Millionen € hatten sich dabei um eine Million € erhöht. Eine Million € waren für den Ausbau der Ausstellung vorgesehen. Wegen der massiv gestiegenen Kosten, von denen bei einer Selbstbeteiligung des Trägers von einer Viertelmillion € 90 % vom Land und 10 % von der Stadt getragen wurden, gab es vor allem von Seiten des Stendaler Stadtrat massive Kritik, auf die vom Präsidenten der Winckelmann-Gesellschaft, Max Kunze, mit Häme reagiert wurde.

## Dauerausstellung und Kindermuseum

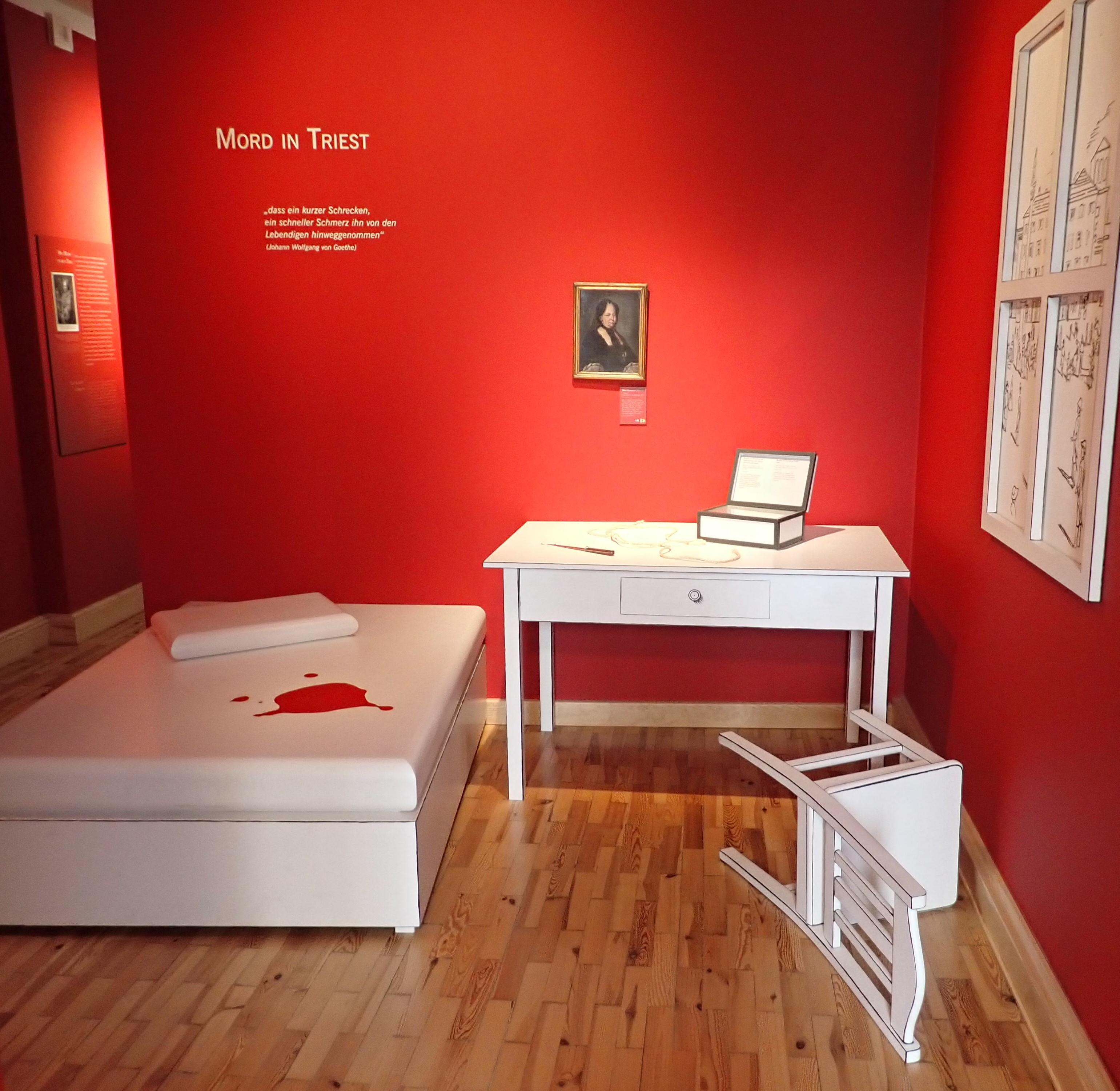
Tatortinstallation Triest im Winkelmannmuseum

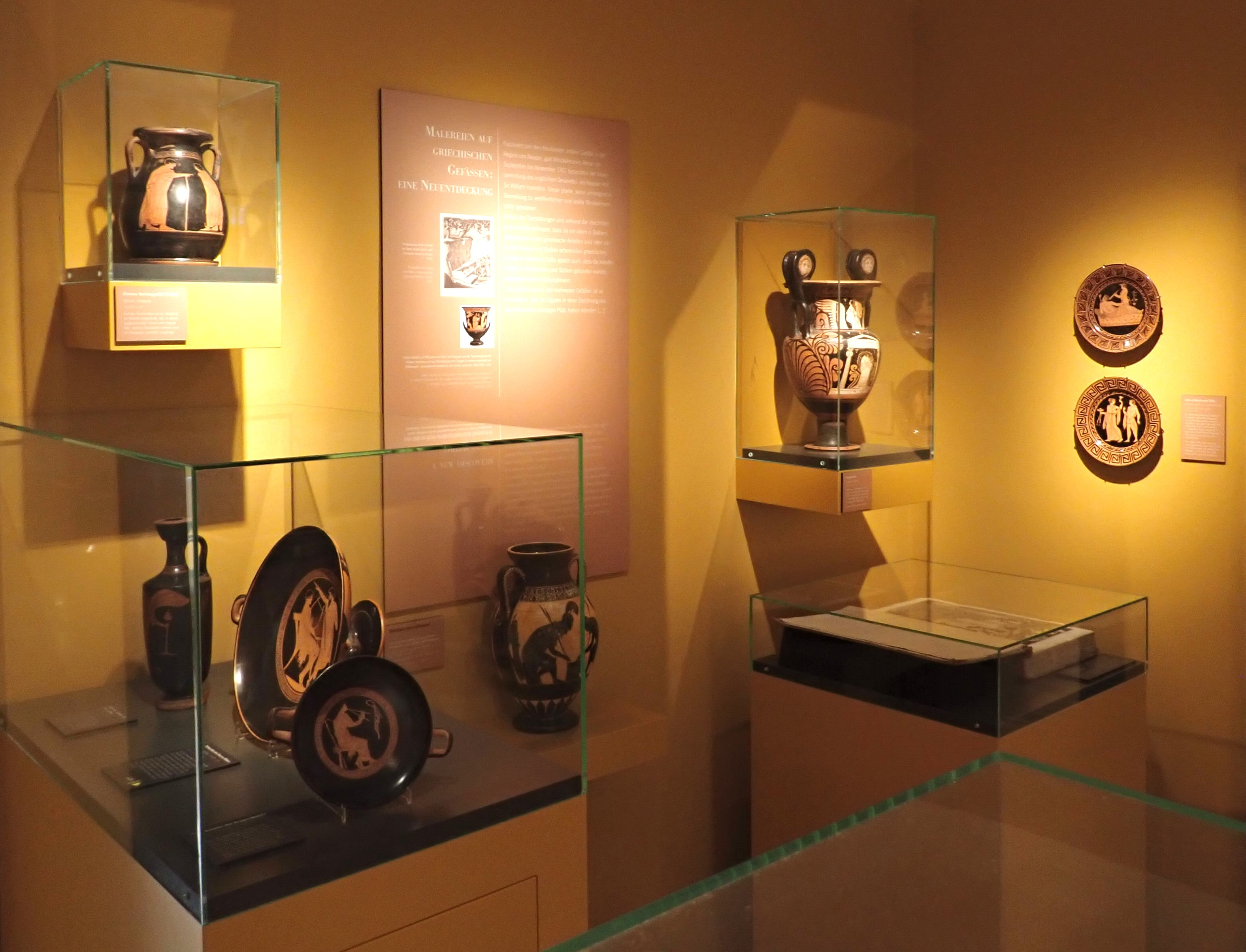
Griechische Vasen im Winkelmannmuseum

Die ersten vier Räume skizzieren in chronologischer Form Winckelmanns Leben. Im ersten Ausstellungsraum wurde eine Schuhmacherwerkstatt nachgebildet, wie sie in der ersten Hälfte des 18. Jahrhunderts typisch für die Altmark war. Es finden sich ein Arbeitsplatz wie der, an dem Winckelmanns Vater gearbeitet hatte samt Utensilien für das Schusterhandwerk, ein Familientisch sowie ein Alkoven mit Schlafplätzen. Zudem werden mehrere Dokumente gezeigt, die über Kindheit und Jugend Winckelmanns informieren. Der zweite Raum veranschaulicht die Ausbildung am Gymnasium in Berlin bei Christian Tobias Damm und an der Universität Halle. So werden beispielsweise Bilder von wichtigen Professoren Winckelmanns gezeigt. Zudem wird die Münzsammlung Johann Heinrich Schulzes in vergleichbaren Münzen gezeigt. Raum drei widmet sich den Jahren von 1743 bis 1755. Gezeigt wird beispielsweise die Seehausener Schulchronik, wo Winckelmann Konrektor war. Eine Ansicht von Schloss Nöthnitz und ein Band des Bibliothekskatalogs der Bibliothek von Heinrich von Bünau stehen stellvertretend für die Zeit als Bibliothekar auf Schloss Nöthnitz. Bilder von Christian Ludwig von Hagedorn und Adam Friedrich Oeser stehen für die Dresdner Künstlerkreise, in denen Winckelmann dann verkehrte, ein Porträt des päpstlichen Gesandten steht für den Religionswechsel. Zentrales Ausstellungsstück in diesem Raum ist allerdings eine Kopie der Kleinen Herkulanerin aus der Dresdner Skulpturensammlung, die Winckelmann zu seiner ersten wichtigen Studie „Gedanken über die Nachahmung“ veranlasste. Der vierte Raum repräsentiert die Jahre 1755 bis 1768, die er weitestgehend in Rom verbrachte. Einen Eindruck von der „ewigen Stadt“ zur Zeit Winckelmanns geben zwölf Radierungen von Giuseppe Vasi wieder. Es werden Ansichten von seinen Wohn- und Arbeitsstätten gezeigt, zudem Bilder von Gelehrten und Künstlern, mit denen er verkehrte. Dokumente zur Ermordung, Gedenkschriften- und Medaillen und Entwürfe für ein Grabmal verweisen auf Winckelmanns tragisches Ende in Triest.

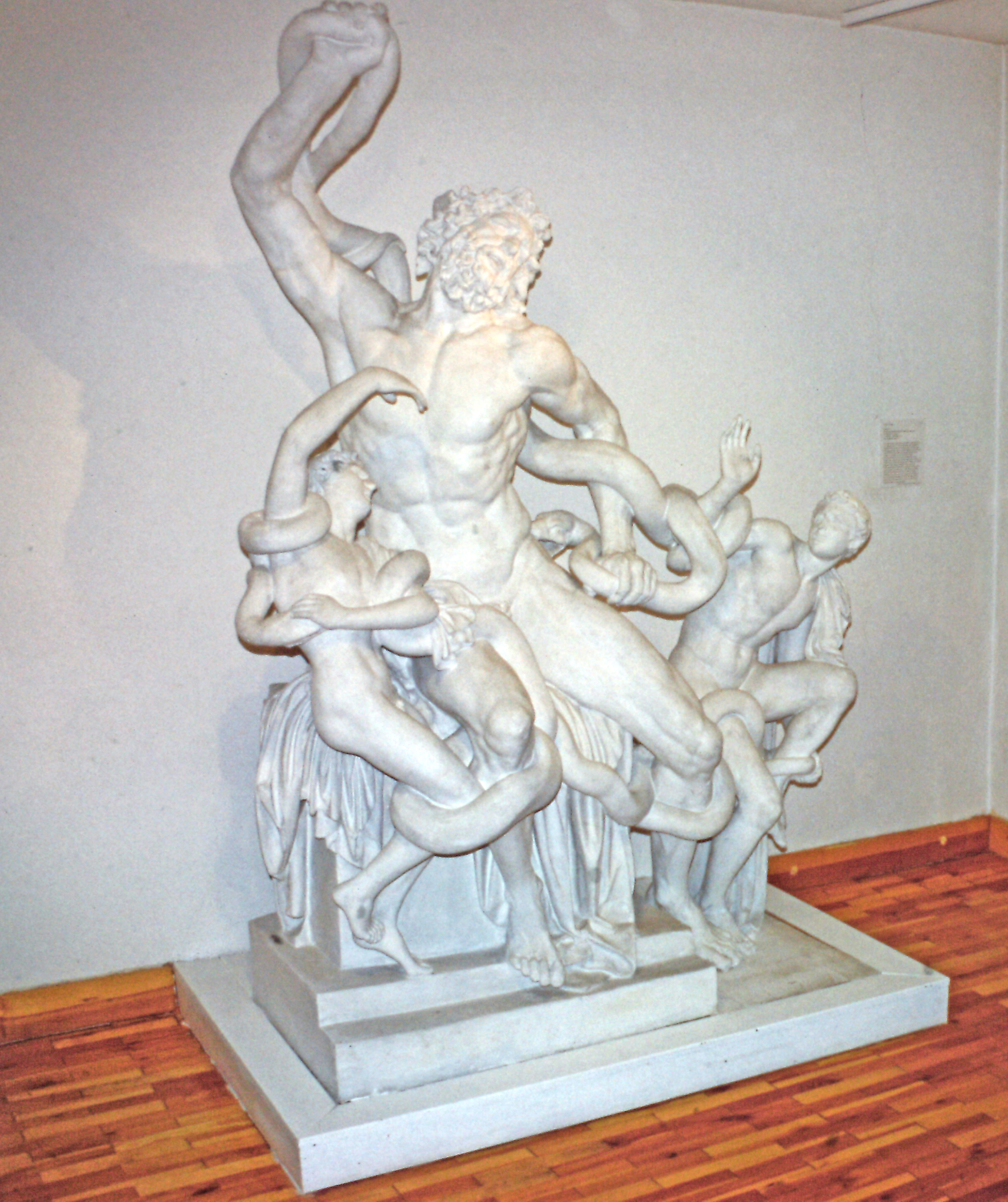
Gipsabguss der Laokoon-Gruppe im Winckelmann-Museum

Es folgen drei Räume, in denen die wichtigsten Werke Winckelmanns gezeigt werden. Der erste dieser Räume ist den Schriften zu den Ausgrabungen in Pompeji und Herkulaneum gewidmet. Hier werden unter anderem auch römische Alltagsgegenstände aus der Originalsammlung des Museums gezeigt. Hinzu kommen Aquarelle nach pompejanischen Wandmalereien. Im folgenden Raum werden die Schriften zur Architektur, den Gemmen und den Vasen behandelt. Zu sehen sind etwa die Gemmensammlung von Philipp Daniel Lippert und die Gemmenabdrucksammlung von Baron Philipp von Stosch, die beide von Winckelmann publiziert wurden. Weiters sind mehrere Vasen zu sehen und ein Band der Publikation der Vasensammlung von Sir William Hamilton, in deren Publikation ebenfalls Forschungen Winckelmanns aufgingen. Die Forschungen zur Architektur repräsentieren unter anderen Winckelmanns Exzerpthefte sowie Radierungen von Giovanni Battista Piranesi. Der letzte Raum ist der „Geschichte der Kunst des Altertums“ gewidmet. Hier werden Winckelmanns Theorien anhand von Gipsabgüssen mehrerer bekannter Werke verdeutlicht, so der Büste des Apoll von Belvedere und der Laokoon-Gruppe.
Daneben gibt es ein zugehöriges Kindermuseum, in dem Kinder eine beim Ausbruch des Vesuvs verschüttete römische Villa erkunden können, das Trojanische Pferd besteigen, sich wie Griechen oder Römer kleiden und ein Labyrinth erkunden können. Daneben gibt es Angebote zum Basteln und Malen und es können antike Kinderspiele gespielt werden. Im Museumsgarten kann zudem in einem „Archäologen-Camp“ die Arbeitsweise von Archäologen erkundet werden.

## Sonderausstellungen
Das Museum führt seit der Übernahme in die Trägerschaft der Winckelmann-Gesellschaft vergleichsweise viele Sonderausstellungen unterschiedlicher Größe durch. Diese widmen sich unterschiedlichen Themen, so der Archäologie, der Kunstgeschichte, der Literatur oder Winckelmann und seiner Zeit, zur Geschichte Stendals, aber besonders häufig auch der Antikenrezeption. Gezeigt wurden unter anderem:
- 1985: Alfred T. Mörstedt. Zeichnungen, Collagen, Druckgraphik, Gouachen. Ausstellung anlässlich des 60. Geburtstages des Künstlers
- 1986: Ausstellung zur Archäologischen Forschung im 17. Jahrhundert in Italien
- 1987: Gorch Wenske, Berlin. Bildhauer, Restaurator
- 1989: Friedrich B. Henkel, italienische Reisen : Reiseskizzen, Zeichnungen, Collagen, Skulpturen, Reliefs, Skizzen und Entwürfe zur „Winckelmann-Ehrung“ Stendal
- 1990: Von Pompeji bis Troja. Archäologische Entdeckungen von Winckelmann bis Schliemann
- 1991: Antikerezeption in der Kunst der DDR. Rückblicke
- 1998: Antiken auf die Schippe genommen. Bilder und Motive aus der Alten Welt in der Karikatur
- 1998: Römische Antikensammlungen im 18. Jahrhundert
- 1999: Wiedergeburt griechischer Götter und Helden. Homer in der Kunst der Goethezeit
- 2000: Alexander der Große : König der Welt. Eine neuentdeckte Bronzestatue
- 2001: Zwischen Antike, Klassizismus und Romantik. Die Künstlerfamilie Riepenhausen
- 2001: Suche nach dem Unendlichen. Aquarelle und Zeichnungen der deutschen und österreichischen Romantik aus dem Kupferstichkabinett der Akademie der Bildenden Künste Wien
- 2001: Johann Schmied, kleine italienische Reise
- 2001: Livia. Gemahlin des römischen Kaisers Augustus. Ein unbekanntes Porträt aus San Francisco
- 2002: Vom Sonnenkönig zur Französischen Revolution. Buchillustration im 18. Jahrhundert
- 2002: Griechische Vasen aus der Sammlung von Fritz Lichtenhahn, Hamburg, Arosa
- 2003: „Unterwegs in Rom“. Veduten der Winckelmann- und der Goethezeit (Giuseppe Vasi, Giovanni Battista Piranesi, Luigi Rossini)
- 2003: Meeresgott und Seepferd. Ein neuentdecktes Meisterwerk griechischer Bronzekunst aus Jerusalem
- 2003: Die sieben Weltwunder der Antike. Wege der Wiedergewinnung aus sechs Jahrhunderten
- 2003: Die Wiederentdeckung der ägyptischen Kunst im 18. Jahrhundert. Winckelmann und Ägypten
- 2004: Gebrannt – Verbrannt – Zurückgebrannt. – Die Vasensammlung des Magdeburger Kulturhistorischen Museums
- 2004: Ost-westlicher Ikarus. Ein Mythos im geteilten Deutschland
- 2005: Franz Caucig – Ein Wiener Künstler der Goethezeit in Italien
- 2005: Augen unterwegs. Reisebilder – Aquarelle und Zeichnungen von Georg Dehio
- 2005: Die Statue eines Dionysos. Ein unbekannt gebliebener Torso aus den Beständen der Gemäldegalerie der Akademie der Bildenden Künste Wien. Eine Ausstellung „in progress“
- 2005: Kunst und Aufklärung im 18. Jahrhundert. Kunstausbildung der Akademien. Kunstvermittlung der Fürsten. Kunstsammlung der Universität
- 2005: Metamorphose und Mythos/Hans Schulze – ein deutsches Malerschicksal im 20. Jahrhundert
- 2005: Zeichnen, Malen, Bilden, Denken. Kunstakademie und Aufklärung im 18. Jahrhundert
- 2005: Floris Neusüss: Vor Troja – Antikenfotogramme
- 2005: Die Geburt der Archäologie: Pompeji – Griechenland – Ägypten in Buch und Bild
- 2006: Auf zum Olymp – Antike in Kinderbüchern aus sechs Jahrhunderten
- 2006: Antiken für Winckelmann. Die Antikensammlung des Winckelmann-Museums
- 2006: Satyr, Maske, Festspiel. Aus der Welt des antiken Theaters
- 2007: Römische Gärten der Winckelmann-Zeit. Geregelte Form – ungezügelte Natur
- 2007: Die Türen von San Miguel del Allende, Mexiko
- 2007: Der Pfälzer Apoll. Kurfürst Carl Theodor und die Antike an Rhein und Neckar
- 2007: Buch-Geschichten. 500 Jahre Drucker, Verleger und Bibliotheken in Stendal
- 2007: Weihnachtsausstellung
- 2008: „...denn lebensgroß gezeichnet und vermessen stehst Du im Künstlerbuch.“ Das Porträtalbum deutschsprachiger Künstler – ein Zeugnis des Künstlerlebens in Rom zur Zeit der Romantik
- 2008: Daktyliotheken. Antike Gemmen in Abdrucksammlungen des 18. und 19. Jahrhunderts
- 2008: Frauenbilder. Antike Bildwelten und weibliche Lebenswelten im 18. Jahrhundert
- 2008: Griechenland 1891/1892 und 1910 in Messbildern
- 2008: Antike Kunstwerke aus einer norddeutschen Privatsammlung
- 2009: Hightech in der Archäologie
- 2009: Maecenas. Urbild und Förderer der Kunst
- 2009: Antik wird Mode. Antike im bürgerlichen Alltag des 18. und 19. Jahrhunderts
- 2009: Die Etrusker. Die Entdeckung ihrer Kunst seit Winckelmann (19. September bis 29. November)
- 2010: Begegnung mit dem Fremden. Frühe Orientbilder im 17.-19. Jahrhundert
- 2010: Anny Schröder – Griechische Visionen. Auf der Suche nach kultureller Identität zwischen Naziterror und Wirtschaftswunder
- 2010: Erinnerung Ägypten. Frühe Photographien, Lithographien, Stiche und Karten aus der Sammlung Dan Kyram, Jerusalem
- 2010: Götzen, Götter und Idole
- 2010: Die Griechen und das Meer. Griechische Fischteller aus der Sammlung Florence Gottet
- 2011: Antike Stätten und Landschaften. Aquarelle, Gouachen und Ölbilder von Gerhard Ausborn
- 2011: Klassizismus in Deutschland und Italien. Die Sammlung Wolfgang von Wangenheim[2]
- 2011: Bilder der Wüste. Malerei von Sabine Kahane, Fotografien von Arie Bar Lev Israel
- 2011: Die Artemis von Pompeji. Zur Entdeckung der Farbigkeit griechischer Skulpturen
- 2011: „Wer Lebenslust fühlet“ Bertel Thorvaldsen – Der Bildhauer als Zeichner
- 2012: Schön. Geheimnisse der Schönheit damals und heute
- 2012: Ägypten,  Nubien und die Cyrenaika. Die imaginäre Reise des Norbert Bittner (1786–1851)
- 2012: Wo wahre Freiheit wohnt. Winckelmanns Rom
- 2012: Albrecht Dürer kreativ/interaktiv
- 2016: Heiliger Nikolaus. Leben und Wirken des Nikolaos von Myra
- 2016: Forum Romanum – Zeitreise durch 3000 Jahre Geschichte
- 2017: Johann Joachim Winckelmann. Archäologe – Aufklärer – Wissenschaftsbegründer. 300. Geburtstag 2017 – 250. Todestag 2018 (Wanderausstellung)
- 2018: Niemand kann den Mann höher schätzen als ich ... – Winckelmann & Lessing. (Eine Ausstellung in Kooperation mit dem Lessing-Museum Kamenz)

Angegeben ist nur das Jahr des Beginns der Ausstellung, manche Ausstellungen gingen auch über Jahresgrenzen.